# خواطر 2
خواطر 2 هو برنامج ديني تاريخي سعودي عرض سنة 2006 من إعداد وتقديم الإعلامي السعودي أحمد الشقيري الذي يقدم في البرنامج نصائحه إلى الشباب والفتيات، بعيدًا عن طابع الوعظ والخطابة.

## قائمة الحلقات
- 1: متابعات (حلقة لمتابعة بعض إنجازات الجزء الأول من البرنامج).[2]
- 2: أأمنتم
- 3: الحركة بركة
- 4: اعرف عدوك 1
- 5: اعرف عدوك 2
- 6: ابداعات في اهمال الأطفال
- 7: فجأة
- 8: سياحة 1
- 9: سياحة 2
- 10: منتجات للمقاطعة
- 11: الجلاد
- 12: زحمة جزم
- 13: ماذا قدمنا للبشرية
- 14: ارحموا من في الأرض
- 15: شوية حشمة
- 16: آخرأسبوع في حياة الحبيب
- 17: بألف رجل
- 18: أبي
- 19: المنفرون في الأرض
- 20: دعوة القرن الـ21
- 21: حكم دنماركية
- 22: فقه الأولويات
- 23: اختبر عروبتك
- 24: مهم غير مستعجل
- 25: على طريق الإلتزام
- 26: لماذا أقرأ
- 27: العقل السليم في الجسم السليم
- 28: قوانين في الرزق
- 29: شكراً
- 30: أحلى الخواطر

1. ↑  برنامج - خواطر 2 - 2006 طاقم العمل، فيديو، الإعلان، صور، النقد الفني، مواعيد العرض، مؤرشف من الأصل في 2023-01-20، اطلع عليه بتاريخ 2023-01-20
2. ↑  "خواطر | أحمد الشقيري | الجزء 2 - STJEGYPT". www.stjegypt.com. مؤرشف من الأصل في 2023-02-19. اطلع عليه بتاريخ 2023-01-20.